# Alifatska spojina
Alifatske spojine, alifatski ogljikovodiki ali alifati (iz grškega aleiphar – olje, mast) so organske spojine ogljika in vodika, ki ne vsebujejo aromatskih obročev.
Alifatske spojine se po obliki molekule delijo na aciklične, ki imajo odprte verige (kot heksan), in ciklične, ki imajo obliko obroča (kot cikloheksan). Verige ogljikovih atomov so lahko ravne ali razvejane.
Delijo se tudi po značilnosti kemijskih vezi: spojine z izključno enojnimi vezmi so nasičene, na primer alkani, spojine z najmanj eno dvojno ali trojno vezjo pa so nenesičene, na primer alkeni in alkini. Verige ogljikovih atomov so lahko ravne ali razvejane.
Alifatske spojine lahko poleg ogljika in vodika vsebujejo tudi druge elemente, na primer kisik, dušik, žveplo in halogene. 
Najpreprostejši predstavnik alifatskih spojin je metan CH4.

## Primeri
- Etan
- Izobutan
- Etin

1. ↑   International Union of Pure and Applied Chemistry (1995). »Aliphatic compounds«. Compendium of Chemical Terminology. Internet edition.